# 박지아 (1977년)
박지아(1977년 7월 10일 ~ )는 대한민국의 배우이다. 링크 : 먹고 사랑하라, 죽이게, 우리들의 블루스, 어쩌다 전원일기 등의 드라마에 출연했다.

## 출연 작품

### 드라마
- 2021년 JTBC 금토드라마 《괴물》 … 치킨집 사장 역
- 2022년 tvN 토일드라마 《우리들의 블루스》 … 박혜자 역
- 2022년 tvN 월화드라마 《링크 : 먹고 사랑하라, 죽이게》 … 박선화 역
- 2022년 카카오 tv 웹드라마 《어쩌다 전원일기》 … 차연홍 역
- 2022년 KBS2 월화드라마 《법대로 사랑하라》...설 원장 역
- 2023년 tvN 월화드라마 《이로운 사기》 … 로움을 괴롭히던 서원교도소 수감자 신참 역
- 2023년 KBS2 드라마 스페셜 《반쪽짜리 거짓말》 … 석란 역
- 2024년 NETFILX 오리지널 드라마 《선산》 … 무당 역
- 2024년 ENA & Genie 월화 미니시리즈 《크래시》 … 박현정 역
- 2024년 JTBC 주말 미니시리즈 《정숙한 세일즈》
- 2024년 ENA & Genie 월화 미니시리즈 《취하는 로맨스》 ... 심영자 역

### 연극
- 1998년 《왕은 죽어가다》- 쥘리엣 역
- 1999년 《아프리카 페스티발ㅡ길》
- 2000년 《원효로1가 19번지》 -백능파 역
- 2001년 《에쿠우스》-음악[말] 역
- 2003년 《가극 대륙의 여인 -수천》-고구려 할머니 역
- 2003년 ~ 2004년 《뮤지컬 블루사이공》-공어머니 역
- 2004년 《애프터 미드나잇 클럽》 -페츄니아 역
- 2005년 ~ 2006년 《오아시스 세탁소 습격사건》 - 장민숙 역
- 2006년 《밴디트》 - 마리 역
- 2006년 《반쪽이전》 -매호 역
- 2007년 《몽연》 - 가면인 첼로 역
- 2007년 《뮤지컬 7인의 천사》 - 천사맘 역1
- 2010년 《뮤지컬 화려한 휴가》- 창수 모 역
- 2010년 《여보 고마워》 - 시어머니 역
- 2011년 ~ 2012년 《뮤지컬 막돼먹은 영애씨》 - 영애 역
- 2012년 《뮤지컬 프로포즈》 - 진영 역
- 2012년 《뮤지컬 갈라쇼 - The Musical》
- 2013년 《숙영낭자전을 읽다》 - 과수댁 역
- 2013년 《혜경궁 홍씨》 - 최 상궁 역
- 2014년 《평양마리아》 - 할머니 역
- 2014년 《들풀 2》 - 시원네 역
- 2014년 《프랑켄슈타인》 - 클레어 역
- 2014년 《프랑켄슈타인 - 안산》 - 클라리스 / 그레텔 역
- 2015년 《헤비메탈 걸스》- 정민 역
- 2015년 《3월의 눈》 - 통장 역
- 2015년 《서울연극제 - 청춘, 간다》 - 와인가게 주인 역
- 2015년 《이랑》 - 월직차사 역
- 2015년 《토막》 - 경선의 아내 역
- 2016년 《겨울이야기》 - 귀족 외 다역
- 2016년 《헤비메탈 걸스》 - 은주 역
- 2016년 《국물 있사옵니다》 - 박용자 역
- 2016년 《갈매기》
- 2016년 《실수연발》- 아드리아나 역
- 2017년 《한민족디아스포라전 - 용비어천가》 - 한국인 3 역
- 2017년 《초인종》 - 엄마 역
- 2017년 《광주리를 이고 나가시네요,또》 -조끼 할머니 역
- 2017년 《준대로 받은대로》 - 오버던 역
- 2018년 《3월의 눈》 - 통장 역
- 2018년 《두산인문극장 2018 이타주의자 - 피와 씨앗》-바이올렛 역
- 2018년 《9월》 - 선희 역
- 2018년 《할머니 - 수원》-할머니 역
- 2018년 《완전뜬금 명랑악극 맹랑별곡》 - 한 여사 역
- 2018년 《어느 마술사 이야기》 - 어머니 역
- 2019년 《갈릴레오의 생애》 - 사르티 부인 외 다역
- 2019년 《뮤지컬 블루 사이공》-부인 역
- 2019년 《제2회 페미니즘 연극제 - 너에게》 - 모건 역
- 2019년 《이갈리아의 딸들》- 루스 브램 역
- 2019년 《9월》 - 선희 역
- 2019년 ~ 2020년 《엘리펀트 송》 - 피터슨 역
- 2020년 《제 4의 벽》- 음향감독 역
- 2020년 《터널구간》 - 모 역
- 2020년 《동시대인》
- 2020년 《미국연극 서울합창》 -로사리오 역
- 2021년 《목선》 -목씨 부인 역
- 2021년 《76 페스티벌 - 심청전을 짓다》 - 귀덕이네 역
- 2022년 《마우스트랩》 - 보일 역
- 2023년 《뮤지컬 친정엄마》 -서울댁 역